# اوبرارباخ
اوبرارباخ (به آلمانی: Oberrarbach) یک منطقهٔ مسکونی در آلمان است که در اشمالنبرگ واقع شده‌است. اوبرارباخ ۵۴ نفر جمعیت دارد.